# 伊柳埃卡
伊柳埃卡，是西班牙阿拉贡自治区萨拉戈萨省的一个市镇。 总面积25平方公里，总人口3284人（2001年），人口密度131人/平方公里。